# Wiebelsheim
Wiebelsheim település Németországban, Rajna-vidék-Pfalz tartományban. Lakosainak száma 569 fő (2023. december 31.). Wiebelsheim Damscheid és Laudert községekkel határos.

## Népesség
A település népességének változása:
| Lakosok száma | 377  | 524  | 517  | 532  | 569  | 569  |
|               | 1975 | 2017 | 2019 | 2021 | 2022 | 2023 |